# Walter Alsford
Walter John Alsford, né le 6 novembre 1911 à Edmonton et mort le 3 juin 1968, est un joueur de football international anglais. Il évoluait au poste d'ailier gauche.

## Biographie
Il joue son seul match avec l'équipe d'Angleterre le 6 avril 1935 contre l'Écosse.
En club il joue pour le Tottenham Hotspur Football Club et le Nottingham Forest.
Aussi incroyable que cela puisse paraître, il ne marque aucun but dans sa carrière professionnelle[réf. nécessaire].